# Svensk kullig boskap

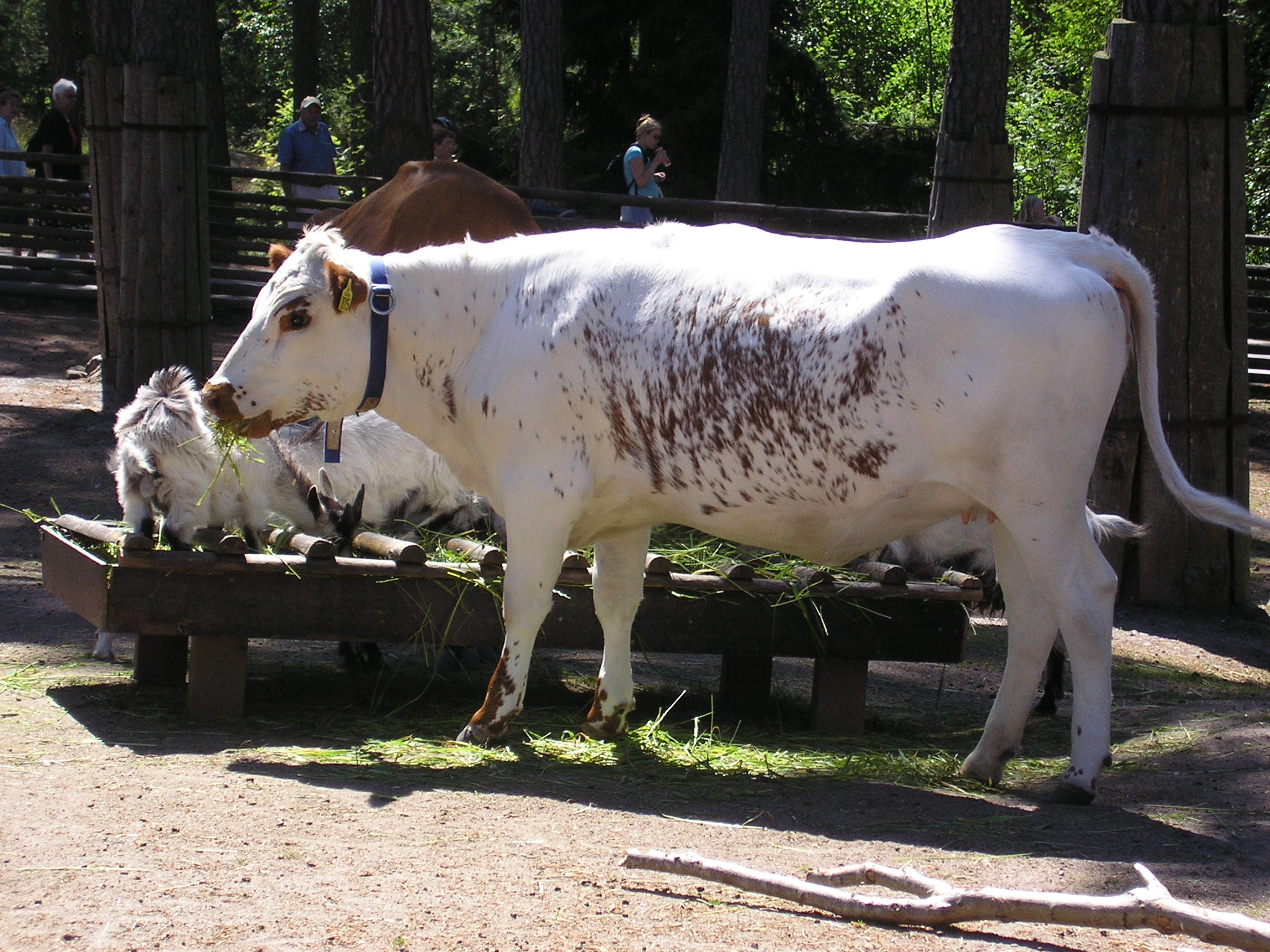
Fjällko.

Svensk kullig boskap, SKB är en nötkreatursgrupp. 
Hit hör fjällko och rödkullor samt korsningar dem emellan. Namnet (SKB) härrör från att dessa raser inte har några horn, utan bara en kulle på huvudet.
SKB djur är förhållandevis små med låg vikt. Det gör djuren lättrörliga. Det var en nödvändighet, eftersom dessa djur ofta betade i skogsterräng. Dessutom behöver de inte så mycket foder under vintern. SKB-korna producerar mindre mängder mjölk än SLB och SRB-kor. Under 2016 gav SKB-korna i genomsnitt 5 371 kg mjölk med en fetthalt på 4,42 % och en proteinhalt på 3,58 %. Omräknat till så kallad energikorrigerad mjölk innebär detta att SKB gav 5 716 kg mjölk per ko och år.
Fjällkor väger omkring 400 - 450 kg och är ca 125 cm i mankhöjd. Fjällkon har oftast en vit grundfärg med svarta, röda eller grå prickar eller fält.
Rödkullor, som härstammar från sydligare svenska områden än vad fjällkon gör, ingår också i SKB-gruppen. Rödkullor är även de kulliga och är kombinerade kött- och mjölkkor. De är helröda men vita tecken kan förekomma. Rödkullor har en levande vikt på omkring 350 - 600 kg.
År 1938 slogs rasföreningarna för rödkulla och fjällras samman och resultatet av detta blev en ny förening som benämndes Föreningen för Svensk Kullig Boskap (SKB). Någon större blandning av raserna blev det dock aldrig. I stamboken fördes djuren in i en vit avdelning där fjällrashärstamningarna hamnade och en röd avdelning där rödkullorna fick vara.
År 1984 upphörde detta samarbete med Rödkulleägarna och föreningen Sveriges Rödkulleförening bildades.
År 1995 bildades föreningen Svensk fjällrasavel.